# バート・ヒンクラー

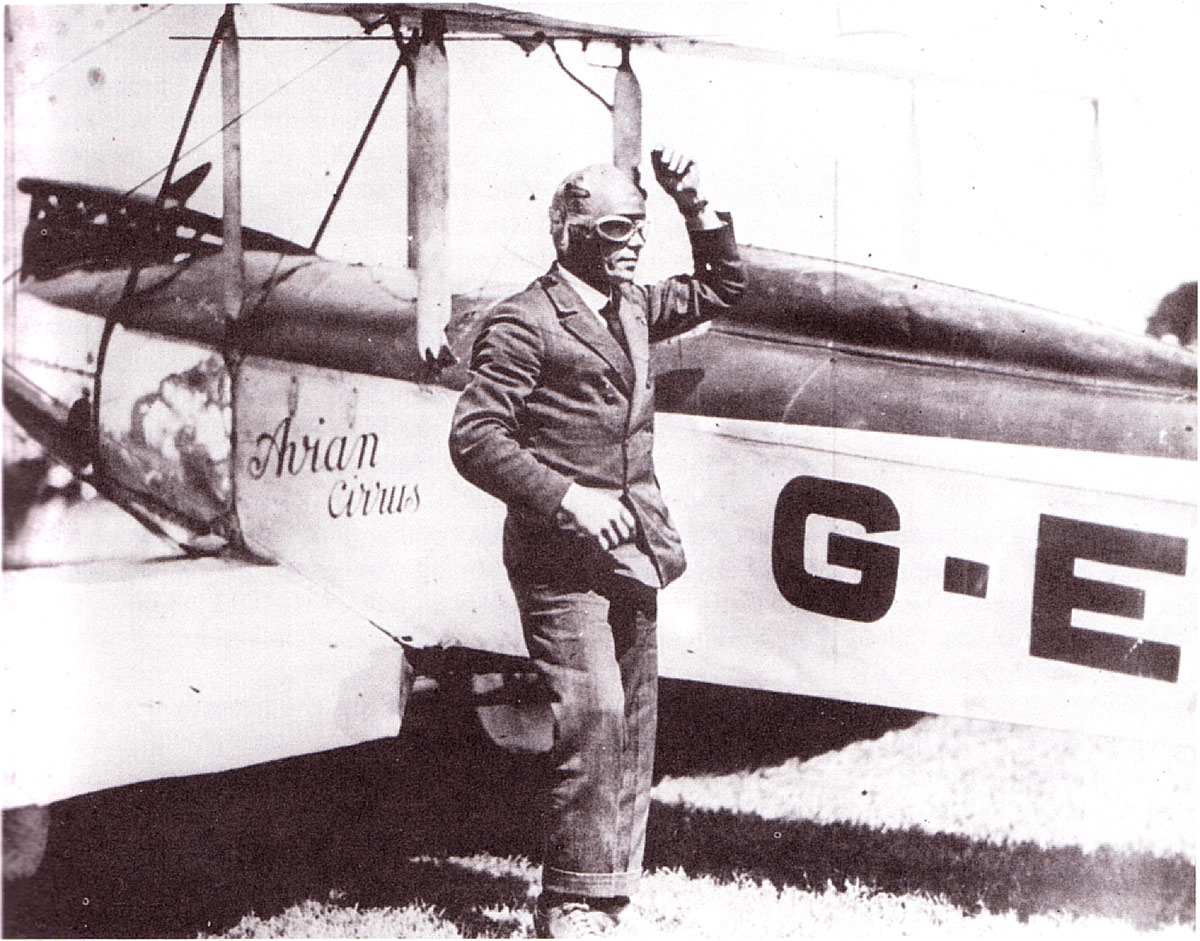
Bert Hinkler

バート・ヒンクラー(Bert Hinkler)として知られる、ハーバート・ジョン・ルイス・ヒンクラー（Herbert John Louis Hinkler、1892年12月8日 – 1933年1月7日）はオーストラリアの航空のパイオニアで、イギリスからオーストラリアまでの初の単独飛行を行い、南大西洋の単独横断飛行をおこなった。 "Australian Lone Eagle"と呼ばれた。

## 生涯
クィーンズランド州のバンダバーグに生まれた。若いときから2機のグライダーを組み立て、海岸で飛行した。バンダバーグで、オーストリアの航空のパイオニアのアーサー・ストーン（ARTHUR B. STONE、別名 A.B "Wizard" Stone）に会い、メカニックとなった。1913年にイギリスに渡り、ソッピース・アビエーションで働くようになった。
第一次世界大戦中はイギリス海軍航空隊で、初めは観測手、銃手として軍務についた。1918年にパイロットとなり、イタリアで戦った。発明家としての才能を持ち、薬莢が銃士に当たることを防ぐ航空機の銃架を発明した。
戦争が終わると、サザンプトンのアブロ社のテストパイロットとなった。オーストラリア政府が、オーストラリアまでの最初の飛行に賞金を出した時に、挑戦したが、嵐に遭いヨーロッパで墜落した。
1921年にシドニーからクィーンランドまでの1,370kmの無着陸飛行にアブロ ベービーで成功したのに始まり、1920年代に多くの記録飛行を行った。シュナイダー・トロフィー・レースのイギリスチームのパイロットも勤めた。
1928年にイギリスからオーストラリアまでの単独飛行を行った。2月7日にイギリスを出発し、2月22日にダーウィンに到着し、故郷のバンダバーグには2月27日に到着した。この飛行はこれまでのイギリス、オーストラリア間の飛行が28日かかっていたものを、15日半に縮めた。この飛行はインドに達するまではそれほど大衆の興味をひかなかったが、その後関心が高まり、"Hustling Hinkler"のあだ名がつけられ報道された。飛行の成功後、オーストラリア首相と会見し、議会でスピーチした。イギリスに戻るとAir Crossを授けられた。
1931年にはデ・ハビランド プス・モスでカナダを出発し、ニューヨークまで飛び、ニューヨークから無着陸でジャマイカまでの2,400kmを飛び、ジャマイカ、ヴェネズエラ、ガイアナ、ブラジルを経て、悪天候の中、アフリカまでの南大西洋単独無着陸横断飛行を行ない、アフリカからロンドンに戻った。大西洋の単独横断飛行としては、リンドバーグに次ぐ飛行であった。この飛行で、シーグレーブ・トロフィーを受賞し、ジョンストン記念賞(Johnston memorial prize)、ブリタニア・トロフィーを受賞した。
1933年1月7日、当時のオーストリアまでの飛行時間記録8日間と10時間を更新するために、プスモスでイギリスを出発し、イタリアのトスカーナの山地に衝突して、死亡した。ムッソリーニによって英雄として葬儀が行われ、Aretino Aero Clubによって記念碑がPasso Della Vaccheに造られた。